# Koleopterologie
Die Koleopterologie, die Käferkunde oder Lehre von den Käfern, ist ein Zweig der Entomologie. Die Entomologie beschäftigt sich mit den Insekten, die Koleopterologie mit den Käfern als Teilgruppe der Insekten. Die Käfer bilden innerhalb der Insekten die Ordnung mit dem Namen Coleoptera. Das Wort „Koleopterologie“ ist eine Zusammensetzung aus den griechischen Wörtern für „Käfer“ (κολεόπτερα koleoptera) und „Lehre“ (λόγος, Logos, Rede, Sinn, Lehre). Ein deutscher Ausdruck ist Käferkunde. Sowohl das griechische logos als auch das deutsche Wort -kunde umfasst die beiden Pole künden, unterrichten, Lehre einerseits und erkunden, erforschen, Forschung andererseits. Die Koleopterologie strebt danach, das Wissen über Käfer weiterzugeben und durch Beobachtung und Experimente zu verbessern und zu erweitern.

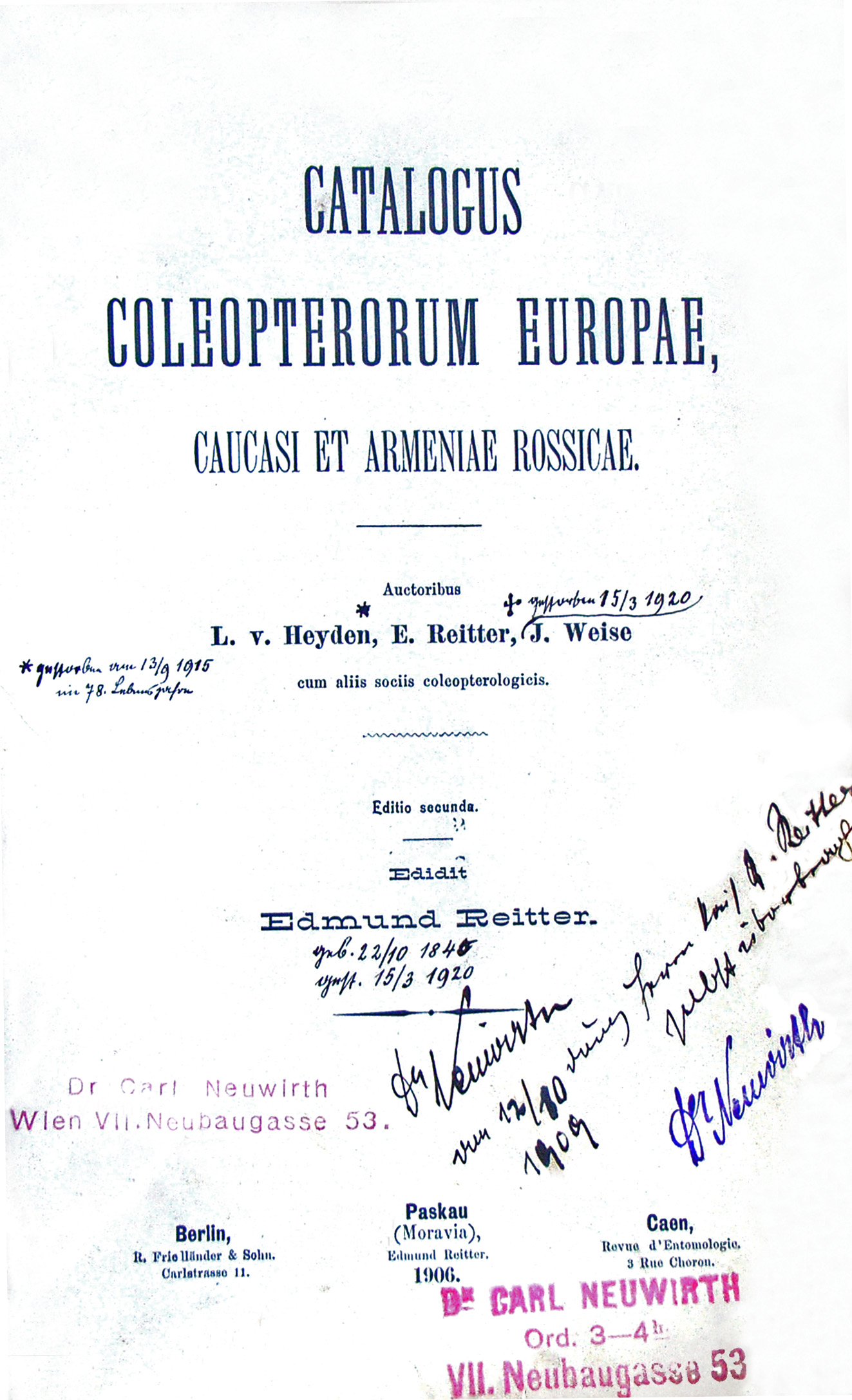
Abb. 1: Titelblatt des Verzeichnisses der Käfer Europas (Edmund Reitter, 1906)

Die Personen, die sich beruflich oder als Hobby mit Koleopterologie beschäftigen, werden Koleopterologen genannt. Dies wird manchmal vereinfacht mit „Käfersammler“ übersetzt, obwohl das Sammeln nur einen Teil der koleopterologischen Arbeiten darstellt. Bei den Koleopterologen ist der Übergang von reiner Liebhaberei zu wissenschaftlich relevanter Arbeit besonders einfach und wird häufig vollzogen.

## Die Aufgabenbereiche der Koleopterologie
| |                                                             |
| Abb. 2: Sammlungsschrank mit teilweise herausgezogenen Sammlungskästen |                                                             |
| |                                                             |
| Abb. 3: Exhaustor, links einfaches Modell aus Plastikflasche, rechts Schema: gelb: Zylinder; braun: Abschlussstopfen mit insgesamt zwei Löchern; blau: Röhrchen; grün: flexibler Schlauch; rot: Gummiballon, Saugwirkung beim Loslassen (ersatzweise Mundstück); schwarz: Gaze und marin: Klappenmechanismus verhindern das Entkommen des aufgesaugten Tieres aus dem Zylinder |                                                             |
| |                                                             |
| Abb. 4b: Etikettentreppe aus Buchenholz; drückt man eine Nadel mit Etikett an der Spitze in ein Loch, das sich jeweils in der Mitte jeder Stufe befindet, dann werden die Etiketten bis zur Stufenhöhe hochgeschoben |                                                             |
| Abb. 4a: Zum Trocknen genadelt |                                                             |
| |                                                             |
| Abb. 4c: Insektennadeln, links 3 Minutien, Mitte Stärke 1–5, dazwischen große Nadel | Abb. 4d: Mit Minutie auf Insektenplättchen genadelter Käfer |

### Das Sammeln von Käfern
Das Sammeln von geschützten Käfern und das Sammeln in Naturschutzgebieten allgemein ist verboten. Für wissenschaftliches Arbeiten können Ausnahmegenehmigungen beantragt werden.
Zum Sammeln mit der Hand gehört das Absammeln von Blüten oder anderen Pflanzenzeilen, das Aufsammeln vom Boden, das Suchen unter Steinen oder unter loser Rinde, das Absuchen des Bodens unter Bäumen, wenn man diese geschüttelt hat, und Ähnliches. Daneben gibt es Geräte für verschiedene weitere Methoden:
- Käschern: Es gibt Streif-, Wasser- und Autokäscher.
- Sieben: Es gibt verschiedene spezielle Siebe, mit denen Käfer aus aufgesammeltem Material ausgesiebt werden können.
- Abklopfen: Man verwendet Klopfschirme oder Kopftrichter. Aushilfsweise kann man auch gut einen umgedreht gehaltenen Regenschirm verwenden.
- Auslegen von Köderdosen: Eine mit einem Köder bestückte Dose wird bis zum Rand eingegraben. Die in der Forstwirtschaft eingesetzten Pheromonfallen zur Kontrolle des Befalls durch Borkenkäfer sind in gewisser Hinsicht auch Köderdosen. In ihnen können auch seltene Arten gefunden werden.
- Anlegen von Fanggräben. Wie die Köderdosen dienen sie hauptsächlich zur Erfassung der Laufkäferfauna.
- Aufsaugen mit einem sogenannten Exhauster (Abb. 3)

Nach dem Sammeln werden die Käfer gereinigt und nach festen Regeln präpariert, um sie so für weitere Untersuchungen zu erhalten. Dazu müssen die Käfer in ihren Gelenken beweglich sein. Dies ist nach der Tötung für einige Zeit der Fall. Ist der Käfer bereits trocken, legt man ihn für einige Zeit mit nassem saugfähigem Papier in ein geschlossenes Gefäß, bis er in den Gelenken wieder weich wird. Die größeren Käfer werden auf eine Insektennadel gesteckt, indem man ihn in der oberen Hälfte der rechten Flügeldecke senkrecht zur Körperachse durchsticht. Oberhalb des Käfers steht die Nadel so weit über, dass man den Nadelkopf gerade noch mit zwei Fingern fassen kann. Die Insektennadeln gibt es in normierten Größen. Die Stärken 000, 00 und 0 werden in der Koleopterologie nicht verwendet, meist beschränkt man sich auf die Stärken 2–5, außerdem verwendet man sehr kleine Nadeln (Minutien) und für sehr große Käfer auch längere Nadeln (Abb. 4c). Die Nadeln werden bezüglich Kopf, Farbe und Lackierung in verschiedenen Qualitäten geliefert, manchmal ist beispielsweise ein leichtes Anrosten für ein stabiles Anhaften erwünscht.
Die kleineren Käfer werden auf ein Insektenplättchen mit wasserlöslichem Klebstoff aufgeklebt. Da sich die Käfer beim Trocknen durch Schrumpfen der Gelenkhäute zusammenziehen, muss dies durch Fixieren der Beine, Fühler und eventuell der Taster verhindert werden. Bei kleineren Käfern reicht dazu eine oberflächliche Berührung mit dem sehr dünn aufgetragenen Klebstoff aus, wenn die Gliedmaßen zuerst mit einem Pinsel ausgestrichen worden sind. Größere Käfer werden so tief in einen Präparierblock (beispielsweise Styropor) eingesteckt, dass er aufliegt. Dann werden die Gliedmaßen in natürlicher Haltung, aber nicht zu sehr abgespreizt, mit zusätzlichen schräg eingestochenen Nadeln festgeklemmt oder kreuzweise fixiert (Abb. 4a). Nachdem der Käfer getrocknet ist, werden die Nadeln, die zum Fixieren benutzt wurden, entfernt. Die Insektenplättchen mit den kleinen Käfern werden ebenfalls auf eine Insektennadel gesteckt. Für mittlere Käfergrößen gibt es die Möglichkeit, den Käfer mit einer Minutie zu nadeln, damit er nicht durch eine zu große Nadel beschädigt wird und man ihn nicht kleben muss. Die Minutie wird danach durch ein Insektenplättchen gestochen (Abb. 4d). Dazu muss das Plättchen mit einer stabileren Nadel angestochen und die Minutie in dem Loch festgeklebt werden, falls es zu groß ist. Die Insektennadeln, an denen die präparierten Käfer direkt oder indirekt stecken, werden nun mit Zetteln versehen. Das sind weiße Kärtchen von etwa 16 Millimeter Länge und 6 bis 10 Millimeter Breite. Auf dem Fundortzettel stehen Fundort, Funddatum und Name des Sammlers. Auf einem weiteren Zettel wird der wissenschaftliche Name des Käfers und der Name des Koleopterologen, der den Käfer bestimmt hat, notiert. Die Zettel werden vor dem ersten Buchstaben auf die Nadel gespießt. Weitere Zettel haben durch ihre Farbe ganz spezielle Bedeutungen. Die Höhe der Zettel auf der Nadel kann durch Benutzen einer Etiketten-Treppe (Abb. 4b), auf der die Löcher verschieden tief sind, normiert werden. Heute kann man die Fundumstände in entsprechende Datenbanken eintragen.
Die Sammlungskästen (Abb. 2) müssen staubdicht sein und trocken aufbewahrt werden, damit die Sammlung nicht verpilzt und keine Schlupfwespen, Insektenmilben oder Museumskäfer eindringen können.
Käfersammlungen können nach verschiedenen Gesichtspunkten aufgebaut sein. Beispielsweise können sie nur eine systematische Gruppe, nur ein beschränktes Sammelgebiet oder nur eine ökologische Gruppe umfassen, etwa nur an Aas vorkommende Arten.

### Dokumentieren und Auswerten von Verbreitung und Häufigkeit
Durch das Dokumentieren der Fundorte und Fundumstände erhält man Datenmaterial für verschiedene Teilgebiete der Koleopterologie. Die Faunistik interessiert sich auf unterster Ebene dafür, welche Käfer in einem bestimmten begrenzten Gebiet vorkommen. Im Übergang zur Tiergeographie wird die geographische Verbreitung der Käferarten ermittelt. Im nächsten Schritt stellt sich die Frage, wie sich diese Verbreitung im Laufe der Erdgeschichte entwickelt hat. Noch grundsätzlicher wird erforscht, warum die Ausbreitungsgeschichte so und nicht anders erfolgte, wann und wo eine Käfergruppe entstanden ist und wie sie sich parallel zu ihrer geographischen Ausbreitung weiterentwickelt hat.
Weiterhin kann man durch die Verbreitung beispielsweise Bindungen an bestimmte Futterpflanzen, Wechsel der Futterpflanze oder allgemeiner, Änderungen der ökologischen Ansprüche feststellen. Umgekehrt kann man an Änderungen der Fauna eines bestimmten Gebietes auf Klimaänderungen zurückschließen. Außerdem liefern die Funddaten direkt oder indirekt ökologische Informationen. Diese helfen ihrerseits zum gezielten Aufsuchen der einzelnen Käferarten. Häufig sind ökologische Kenntnisse auch zum Unterscheiden ähnlicher Arten hilfreich.

### Beobachtung der Käfer
Die Ethologie untersucht hauptsächlich Partnersuche, Paarungsverhalten, Brutfürsorge und Brutpflege, gesellige Käfer, Rivalenkämpfe und Konkurrenzverhalten. Neben der innerartlichen Konkurrenz ist auch die Konkurrenz zu anderen Tierarten Forschungsgegenstand, beispielsweise die Konkurrenzvermeidung verschiedener Laufkäferarten, die das gleiche Biotop nutzen.

### Untersuchung der Käfer
Dazu gehören einerseits anatomische Untersuchen, die wiederum Grundlage für andere Disziplinen der Entomologie sind. Zum anderen werden gezielte Versuche und Versuchsreihen angesetzt, um das Nahrungsspektrum, das Verhalten oder ökologische Ansprüche der Käfer auszutesten.

### Weiterentwicklung der Systematik der Käfer
In der Systematik der Käfer versucht man, die natürlichen Verwandtschaftsverhältnisse innerhalb der Käfer abzubilden, wie sie sich im Laufe der Evolution herausgebildet haben. Dazu werden hauptsächlich anatomische Merkmale, die Paläoentomologie, ökologische Ansprüche, Verhaltensweisen, Bau und Lebensbereich der Larven, molekulargenetische Untersuchungen und Verbreitungskarten herangezogen. Wegen der Langlebigkeit der Flügeldecken der Käfer kann ihr Vorkommen in früheren Zeitepochen relativ einfach nachgewiesen werden.

### Die Zucht
Die Zucht von Käfern wird einerseits aus Liebhaberei betrieben, andererseits aus wissenschaftlichem Interesse. Ziel der Zucht kann die Erzeugung von Sammlerobjekten sein, etwa die Schaffung neuer Farbvarianten durch Kreuzung zweier Carabus-Arten. Meist hat die Zucht die Gewinnung wissenschaftlicher Daten zum Ziel. In vielen Fällen sind Eier und Larven noch unbekannt. Weiterhin ist unter anderem die Anzahl und die Art der Ablage der Eier, die Anzahl der Larvenstadien, die zeitliche Dauer der einzelnen Entwicklungsschritte, die Anforderungen an das Futter und die Temperatur in Erfahrung zu bringen.
Als praktische Anwendung kommen so verschiedene Dinge wie die Bereitstellung von Individuen zur biologischen Schädlingsbekämpfung, das Testen von Pflanzenrassen bezüglich Schädlingsresistenz, die möglichst schonende Behandlung von Lebensmitteln zum besseren Schutz gegen Schädlinge oder in Zoos die Produktion von Futter für Reptilien in Frage.

### Schutz der Käfer
Die Koleopterologie steht durchaus nicht im Gegensatz zum Naturschutz. Die Untersuchung der ökologischen Ansprüche ermöglicht erst einen effektiven Schutz einzelner Käferarten. Darüber hinaus kann man aus dem Vorhandensein oder Fehlen auffälliger Arten auf die Qualität von Lebensräumen allgemein Rückschlüsse ziehen und schützenswerte Gebiete aufspüren. Als Beispiel seien eine Untersuchung zum Schutz des Kolbenwasserkäfers und die Zusammenstellung von Schutzmaßnahmen verschiedener Käfer genannt.

## Koleopterologie als Liebhaberei
| Abb. 5: Koloriertes Holzrelief mit 41 Insekten, darunter 22 Käfer | Abb. 5: Koloriertes Holzrelief mit 41 Insekten, darunter 22 Käfer |
| ----------------------------------------------------------------- | --- |
|                                                                   | oben Foto des Originals, unten Kopie entfärbt und Käfer mit Groß- buchstaben versehen A Fliegender Heldbock B Ölkäfer C Rebenschneider D Stierkäfer E Mondhornkäfer F Hirschkäfer G Waldbock H Zangenbock J Alpenbock K Kurzflügler L Schildkäfer M Blatthornkäfer N Puppenräuber O Goldleiste P Trauerbock Q Sandlaufkäfer R Pillendreher S Eichenbock T Schnellkäfer U Tatzenkäfer V Kolbenwasserkäfer W Gelbrandkäfer Y Keulenkäfer |
|                                                                   | |

Neben dem Sammeln von Käfern zum Anlegen einer wissenschaftlichen Sammlung gibt es ein weites Feld von Möglichkeiten, das Sammeln von Käfern als Liebhaberei zu betreiben. Häufig sieht man Schaukästen, in denen schön gefärbte oder bizarre Exemplare als optische Attraktion angeordnet sind. Des Weiteren gibt es Nachbildungen von Käfern aus Glas, Holz, Porzellan, Metall, Bast, Papier, Kunststoff und allen nur denkbaren Kombinationen verschiedener Materialien. Sie reichen von hoher Naturtreue über stilisierte Formen bis zur reinen Ornamentik. Solche Käfer werden als Schmuckstücke, Spielzeug, Glücksbringer oder Nippes benutzt und gesammelt. Die häufigsten Objekte sind dabei Scarabaeen und Marienkäfer. Käfer treten außerdem als Motive auf Bildern, Briefmarken, Geschirr und Schmuckkacheln auf (Abb. 5 und 6).

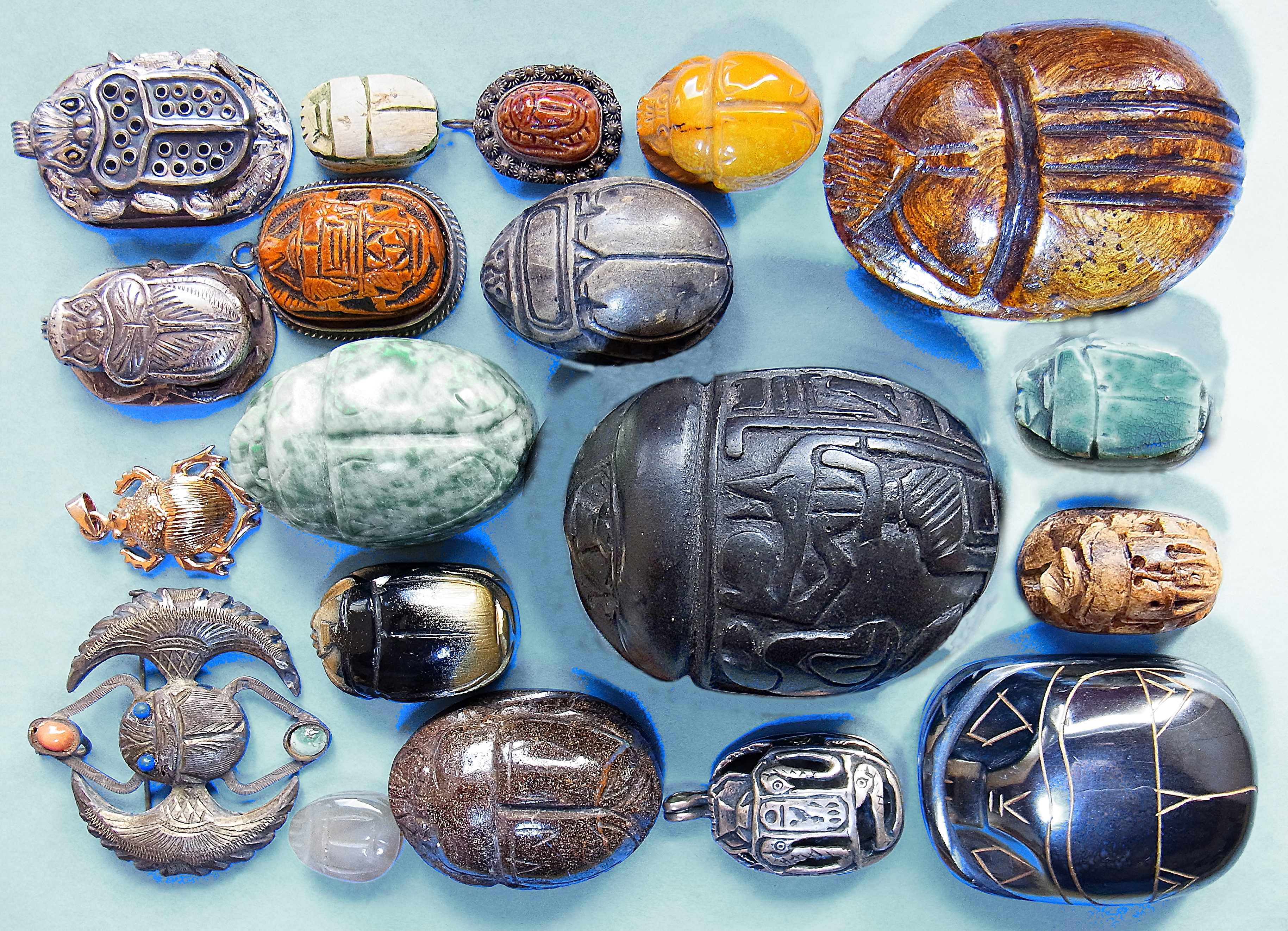
Abb. 6: Scarabaeensammlung

Natürlich kann man auch das Herstellen solcher Objekte als Liebhaberei betreiben. Ein weiteres Hobby ist das Fotografieren oder Filmen von Käfern sowie die digitale Bearbeitung und Verfremdung von Käferbildern.

## Geschichte der Koleopterologie

### Die Anfänge
Wir wissen nicht, welche Kenntnissen über die Käfer in prähistorischen Kulturen vorhanden waren. Es darf jedoch spekuliert werden, dass zumindest gebietsweise Käferlarven als Nahrungsmittel bekannt waren und dass bizarr gestalteten Käfern besondere Eigenschaften nachgesagt wurden. Das älteste überlieferte „Wissen“ über Käfer sind die Beobachtungen, die die Angehörigen der Priesterkaste im Alten Ägypten am Scarabaeus machten. Die Beobachtungen bezogen sich auf den Bau, das Verhalten und die Fortpflanzung des Tieres, wurden jedoch teilweise missinterpretiert. Der Käfer war nicht Gegenstand objektiver Betrachtung, sondern religiöser Verehrung. Der Scarabaeus wurde als Tiergott angesehen. Er ist bis heute als Nippes beliebt oder wird als Schmuck oder sogar als Amulett getragen (Abb. 6).
Die Koleopterologie, wie sie heute weltweit als Teilgebiet der modernen Naturwissenschaften betrieben wird, geht eindeutig auf Aristoteles zurück. Selbstverständlich war die Koleopterologie anfangs untrennbar mit der Zoologie verbunden, später ein Teil der Entomologie. Erst als das Wissen genügend anwuchs, konnte sich die Koleopterologie als Teilgebiet der Entomologie etablieren.
Der ordnende Geist von Aristoteles hielt in seinem Werk Περὶ Τὰ Ζῷα Ἱστορία (Peri ta zoa historia, Historia Animalium, Tierkunde) um 350 v. Chr. fest, was man zu seiner Zeit über Tiere zu wissen glaubte. Im ersten Buch breitet Aristoteles die Vielfalt der Tiere vor dem Leser aus und zeigt Ordnungsmöglichkeiten. Er unterscheidet beispielsweise Land- und Wassertiere, gesellig und solitär lebende Tiere oder Raubtiere und Pflanzenfresser. Im fünften Teil des ersten Buches stellt er fest, dass unter den Flugtieren die blutlosen Tiere häutige Flügel besitzen. Er grenzt damit die Fluginsekten gegen die Vögel und Fledermäuse ab. Unter den Fluginsekten erwähnt er die, deren Flügel sich unter einer Scheide (gr. κολεο koleo: Etui, Köcher, Scheide, Lederpanzer der griechischen Soldaten) verbergen, und nennt sie Coleoptera.
Im vierten Buch behandelt Aristoteles die (seiner Ansicht nach) blutlosen Tiere. Er teilt sie in vier Gruppen und rechnet die Coleoptera zur vierten Gruppe, den Entoma bzw. Insekten (gr. εν-τόμα, en-toma = lat in-secta = ein-geschnitten). Er versteht darunter die durch die Einschnitte der Außenhülle ausgezeichneten Tiere, die in moderner Terminologie in etwa Arthropoden, Stachelhäuter und Ringelwürmer umfassen.
Im fünften Buch stellt Aristoteles die Ansichten über die Fortpflanzung der Tiere zusammen. Im Teil 19 beschäftigt er sich mit den Insekten. Bezüglich einzelner Käfer werden folgende Angaben gemacht.
- Der Attelabus (ein Blattroller) entsteht aus seinesgleichen (also durch geschlechtliche Fortpflanzung).
- Der Hirschkäfer entsteht aus Larven, die im trockenen Holz wohnen. Die Larven erstarren, bevor ihre Schale aufspringt und der Käfer schlüpft.
- Der „Maikäfer“ entsteht aus einer Larve, die sich von selbst spontan in Kuh- oder Eseldung bildet.
- Der Scarabaeus rollt Kugeln aus Mist, überwintert darin und bringt darin kleine Larven zur Welt, aus denen wieder neue Käfer entstehen
- Der Cantharis entsteht aus Raupen, die auf dem Feigenbaum, dem Birnbaum oder Kiefern leben. Der Cantharis sucht gern stinkende Substanzen auf, weil er aus diesen entstanden ist.
- Aus einer besonders großen gehörnten und ungewöhnlich gebauten Larve entsteht zuerst eine Raupe, dann ein Kokon, dann der Necydalus. Der Kokon kann zu Fäden verarbeitet werden. (Vermutlich ist nicht der Käfer Wespenbock Necydalis gemeint, sondern eine Art Seidenraupe.[11][12])[13]

An anderen Stellen erwähnt Aristoteles, dass Käfer keine Stachel besitzen (1. Buch) und dass sie zu den Tieren gehören, die sich häuten (8. Buch, Teil 17).
Mit seinem revolutionären Ansatz, die Tiere nach anatomischen Merkmalen zu ordnen und ein System der Tiere zu finden, schuf Aristoteles bezüglich der Käfer aber auch ein doppeltes Problem. Zum einen umfasst seine Definition der Coleoptera nicht nur die Käfer, sondern alle Insekten, deren verstärkte Vorderflügel die Hinterflügel bedecken. Es bleibt damit unklar, welche Insekten den Coleoptera zuzurechnen sind. Zum anderen verstellt er durch die These, dass einige Käfer sich geschlechtlich fortpflanzen, andere aus Unrat spontan neu entstehen, den Blick dafür, dass die Käfer eine natürliche Einheit bilden.

### Von Aristoteles bis zu Linné
Über vierhundert Jahre nach Aristoteles definiert Plinius der Ältere in seiner Naturgeschichte (Naturalis historia) im 34. Kapitel des elften Buches die Coleoptera wie Aristoteles. Insbesondere führt er aus, dass die besonders zarten Flügel zum Schutz von einer Scheide oder Schale überdeckt sind. Im Einzelnen erwähnt Plinius den Hirschkäfer, der als Schutz gegen gewisse Krankheiten den Kindern um den Hals gehängt wird, weiterhin den sich rückwärts fortbewegenden Pillendreher, der den Dung in große Kugeln rollt. In diese Dungkugeln werden die madenähnlichen Nachkommen abgesetzt, die darin den Winter über geschützt wie in einem Nest verbringen. Anschließend wird ein unter lautem Geräusch fliegender „Käfer“ (Singzikade ?) angeführt, weiterhin ein „Käfer“, der nachts durch lautes Zirpen auffällt (Grille?). Es folgt das Glühwürmchen mit Angaben, zu welcher Jahreszeit es zu finden ist, sowie ein dunkelheitssuchender schwarzer Käfer, der in Bädern aus dem Wasserdampf entsteht (Blaps?). Abschließend wird ein goldfarbener Käfer erwähnt, der eine Art giftigen Honig in eine Wabe füllt und nur an einem ganz bestimmten Ort in Thrakien nicht leben kann (Schabe mit Eipaket?).
Wie beschränkt das Wissen über Insekten bleibt oder sogar mit dem Interesse daran abnimmt, wird auch aus der Handschrift des aus Süddeutschland stammenden Albertus Magnus deutlich. Rund zwölfhundert Jahre nach Plinius folgt er in seinem Werk De Animalibus (über die Tiere) im ersten Buch der Definition der Coleoptera durch Aristoteles. Allerdings bemerkt Albertus Magnus in seinem sechzehnten Buch in der 48. Abhandlung kritisch, dass die blutlos genannten Tiere an Stelle des Blutes eine andere Körperflüssigkeit besitzen. Außerdem erwähnt er, dass es stechende und saugende Mundwerkzeuge gibt und dass die Insekten (im aristotelischen Sinn) in drei Gruppen zerfallen, solche ohne Beine, solche mit vielen Beinen und solche mit Beinen und Flügeln. Er nummeriert in alphabetischer Reihenfolge 49 kleine Tiere durch, wodurch sich eine bunte Reihe von Amphibien, Reptilien, Insekten, Würmer, und Schnecken ergibt. Darunter befinden sich nur zwei Käfer im engeren Sinn. Unter Nummer 13 wird Cantarides (Spanische Fliege) mit jahreszeitlichem Erscheinen, Verhalten und medizinischer Nutzen beschrieben. Und unter der Nummer 37 wird Stupestris als käferähnlich Wurm beschrieben, der sich unter dem Gras verbirgt und, wenn er von Rindern gefressen wird, deren Eingeweide zerstört (Maiwurm ?).
So spiegelt sich auch in der Käferkunde nach Aristoteles bis ins späte Mittelalter hinein, was für die gesamte Naturwissenschaft gilt. Einerseits werden die Irrtümer von Aristoteles nicht korrigiert. Er ist vielmehr als Autorität derart anerkannt, dass seine Ansichten als Beweis dafür genügen, dass gegenteilige Ansichten nicht stimmen können. Andererseits wird das Wissen innerhalb Europas durch die lateinische Gelehrtensprache internationalisiert und eine Kultur des Zitierens, Argumentierens und Disputierens entwickelt, die die Grundlage für die kommende Entwicklung der Naturwissenschaften bildet.
| Abb. 8: Verbesserung der Qualität bei der Abbildung von Insekten                                     | | |
| | | |
| Abb. 8a: 1646 Wenzel Hollar: Muscarum Scarabeorum... (Verschiedene Figuren von Fliegen, Käfern ....) | Abb. 8b: 1705 Sibylle Merian: Metamorphosis Insectorum Surinamensium (Die Verwandlung der Insekten von Suriname) | Abb. 8c: 1741 August Johann Rösel von Rosenhof: Der Insecten Belustigung, 2. Teil Monatliche Insectenbelustigung |

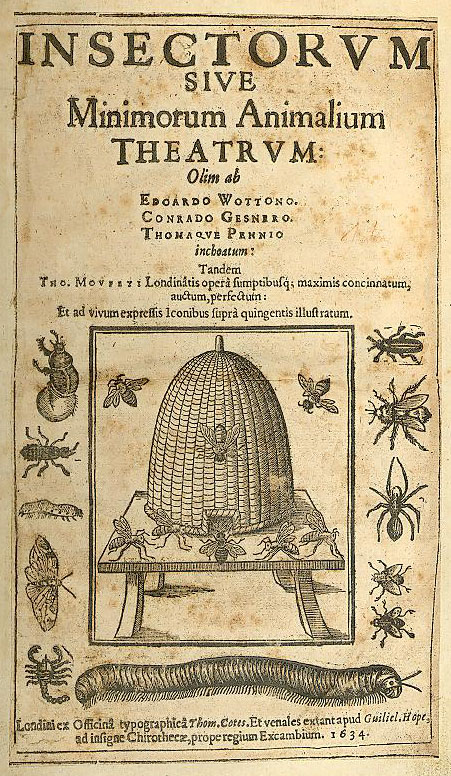
Abb. 7: Titelbild des Theaters der Insekten von Thomas Muffet

Eine größere Anzahl von Käferbeschreibungen findet sich erstmals im Theatrum Insectorum von Muffet (Titelbild Abb. 7).
Ab 1551 veröffentlicht der Schweizer Conrad Gessner – in gedruckter Form – das zeitgenössische „Wissen“ über Vierbeiner, Vögel, Fische, Schlangen und Skorpione, anfangs auf Lateinisch, später gibt es auch ein Tierbuch auf Deutsch. Gesner stirbt aber 1565 vor Beendigung seines Werkes. Aus seinem Nachlass bearbeitet der Londoner Arzt Thomas Muffet (Mouffet, Moffett, Movfeti) die Insekten (Tiergruppe im Sinne von Aristoteles). Er ergänzt eigene Beobachtungen, arbeitet Beobachtungen des Engländers Wotton ein und verwendet auch ein Manuskript des Engländers Penny (Pennio), insbesondere dessen Bilder. Das Ergebnis wird erst dreißig Jahre nach Muffets Tod unter dem Titel Insectorum sive minimorum animalium theatrum (Das Theater der Insekten oder kleineren Tiere) im Jahr 1634 veröffentlicht.
Anschließend an die Schmetterlinge behandelt Muffet die Coleoptera im weiteren Sinne und beginnt im Kap. 15. unter der Überschrift Cicindela mit den Leuchtkäfern. Eine volle Seite wird auf die Namenserklärung und die Aufzählung der Namen in verschiedenen Sprachen und Regionen verwendet. Allein acht deutsche Dialektnamen werden angeführt, am bekanntesten wohl Johanniskäfer. Es wird der Sexualdimorphismus herausgestellt und vermutlich die gesamte Literatur zu dem Käfer zitiert. Auch außereuropäische Formen, die an anderen Körperstellen leuchten, werden beschrieben. In Kap. 16 werden die Heuschrecken, in Kap. 17 die Zikaden und Grillen behandelt. Kap. 18 ist de Blattis (von den Schaben) überschrieben. Diese werden von Muffet als den Käfern ähnlich, aber ohne Elytren charakterisiert. Im gleichen Kapitel beschreibt Muffet ausführlich den Totenkäfer (Blaps) und grenzt ihn in Bau und Verhalten gegen die Schaben ab. Kap. 19 ist dem Buprestis gewidmet. Einleitend wird festgestellt, dass es ganz verschiedene Schreibweisen für das Wort gibt und dass über den Käfer eigentlich nur bekannt ist, dass er die Innereien der Rinder zerstört, wenn er von diesen gefressen wird. Unter den deutschen Lokalausdrücken findet man Quaddler. Muffet behandelt nun mehrere Käfer, die er als Buprestis kennengelernt hat. Darunter sind verschiedene Carabus-Arten, aber offensichtlich auch ganz andere Käfer (aus den Abbildungen geschlossen). Das Gemeinsame scheint das Ausscheiden von Verdauungssaft zu sein, die Quaddeln hervorrufen. Muffet zählt die schädigenden Wirkungen und medizinischen Anwendungen dieses Saftes nach verschiedenen Autoren auf. In Kapitel 20 über Canthariden wird eingangs die Spanische Fliege (Käferart) und sehr breit ihre Verwendung in medizinischen Rezepturen (einschließlich Liebestrank und Gift) beschrieben, danach grenzt Muffet vier kleinere ähnliche Käferarten ab, die alle als Canthariden aus trockenen und feuchten Faulstoffen entstehen, aber medizinisch nicht genutzt werden. Kapitel 21 behandelt unter der Überschrift Scarabaeus die typischen Käfer. Nach allgemeinen Bemerkungen über Bau, Geschlechtsunterschied, Fortpflanzung und Verhalten werden einzelne Käfer beschrieben. Muffet beginnt mit dem männlichen Hirschkäfer, vermutet anschließend, dass ein kleinerer Hirschkäfer dessen Weibchen ist, und erwähnt noch zwei kleinere Hirschkäfer (Balkenschröter? und mit Bild Sandlaufkäfer?). Er grenzt mehrere kleinere gehörnte Käferarten gegeneinander ab. Es folgt die Beschreibung des Eichenbocks und zwölf weiterer „Bockkäfer“. Anschließend werden der Stierkäfer und vier Arten von Nashornkäfern beschrieben, (darunter eine Art aus Indien, der Nashornkäfer und der Mondhornkäfer). Der Pillendreher wird ausführlich abgehandelt, von ihm soll es nur Männchen geben. Ein weiterer Mistkäfer wird kurz erwähnt. Es folgen sehr vage beschrieben die Rosenkäfer und Maikäfer. Nur der Walker wird wieder genauer beschrieben. Kapitel 22 handelt De Scarabaeis minoribus (von den kleineren Käfern). Diese sind einfarbig oder gemustert und können nach Farbe und Art der Muster eingeteilt werden. In den beigefügten Zeichnungen sind einige Käferarten leicht zu erkennen, eindeutig sind jedoch auch Feuerwanzen dabei. Das Kapitel umfasst nur eine Seite und ist damit bei weitem das kürzeste. In Kap. 23 wird der Ölkäfer (Meloe) ausführlich mit jahreszeitlichem Auftreten und Lebensraum beschrieben, seine Kopulationshaltung erwähnt und sein medizinischer Nutzung ausgeführt. Die Behandlung der Käfer schließt mit einigen sehr vagen Bemerkungen über Wasserkäfer ab. Die folgenden Kapitel beziehen sich nicht mehr auf Käfer im heutigen Sinn.
Auch der italienische Arzt Aldrovandus profitiert davon, dass Gesner nicht mehr zur Veröffentlichung der Insekten kommt. Aldrovandus widmet sich mit besonderem Eifer den Insekten. Sein Werk De animalibus insectis (von den eingeschnittenen Tieren) wird zwar wesentlich früher als Theatrum Insectorum veröffentlicht, entsteht aber etwa zur gleichen Zeit und ist in Teilen fortschrittlicher. Aldrovandus trennt darin 1602 (Muffet stirbt 1604) die „eingeschnittenen Tiere“ in Land- und Wassertiere, und sortiert sie nach der Anzahl der Beine sowie Existenz und Art der Flügel. Er bereitet damit die Spaltung der Insekten im weiteren Sinn in Ringelwürmer (ohne Beine), Insekten im heutigen Sinn (Hexapoden, Sechsfüssler), Spinnen (mit acht Beinen), Krebse (mit 10 oder mehr Beinen) und Tausendfüßer vor. Außerdem nimmt er eine Aufteilung der Fluginsekten entsprechend dem unterschiedlichen Bau der Flügel vor. In De animalibus insectis sind 300 Seiten den Insekten gewidmet. In Sektion I werden Bienen, Wespen und Hornissen behandelt, in Sektion II Schmetterlinge und Libellen, Sektion III hat die Zweiflügler zum Gegenstand, Sektion IV die Coleoptera im weiteren Sinn, und die letzte Sektion ist den flügellosen Insekten gewidmet. Als Coleoptera oder Vaginipennes (Scheidenflügler) fasste Aldrovandus Locusta (Heuschrecke), Gryllus (Grille), Scarabaeus (Teil der Käfer), Cantharis (Teil der Käfer), Ips, Buprestis (Teil der Käfer), Coccoius, Cicindela (Glühwürmchen) und Blatta (Schabe) zusammen. Er setzt diese als Bedecktflügler (alas opertas = bedeckte, versteckte Flügel) den übrigen Fluginsekten (Alas detectas=offene, ungeschützte Flügel) gegenüber, die Fluginsekten gemeinsam werden mit den ungeflügelten zu den Landtieren mit Beinen gerechnet. Im vierten Buch sind die Coleoptera beschrieben. Den oben erwähnten Tieren ist je ein Kapitel gewidmet. Im Prinzip ist jedes Kapitel in Unterkapitel gegliedert, die den Namen erklären, auf Zweifelhaftes hinweisen, Synonyme aufzählen, die Unterschiede zwischen den einzelnen Arten darstellen und durch farbige Bilder verdeutlichen, auf die Ernährung eingehen, die Fortpflanzung bzw. das Material, aus dem die Tiere entstehen, angeben, den Charakter des Tiers und sein Verhalten benennen, Fabeln, Sprichwörter oder Lehrsprüche dazu erwähnen, die medizinische und andere Nutzung aufzeigen und Überliefertes zitieren.
Im Kapitel 3 (S. 444) werden die Scarabaen als die Coleoptera mit harter Schale und sehr feinen Flügeln beschrieben. Es wird darauf hingewiesen, dass die Abgrenzung zu Cantharis unklar ist. Es werden 47 Arten abgebildet. Bei der Fortpflanzung wird auf die Vielfalt des Entstehungsmaterials hingewiesen. Auch wird erwähnt, dass sich einige Käfer geschlechtlich fortpflanzen und dass der Pillendreher nur als Männchen vorkommt. Auf seine besondere Eigenschaften, beispielsweise seine Nutzung als Orakel, wird ausführlich eingegangen. Im Kapitel 4 (S. 469) über Cantharis geht aus den Abbildung der ebenfalls 47 Arten hervor, dass es sich um Käfer mit weicheren Deckflügeln handelt. In Kapitel 5 (S. 486) wird erklärt, dass man den Ips nur aus der Literatur kennt, es ist auch kein Bild beigefügt. Im Kapitel 6 (S. 487) wird erwähnt, dass der Buprestis ölig ist und Rinder tötet. Es werden drei verschiedene Arten abgebildet, die jedoch keine typischen Ölkäferweibchen darstellen, wohl aber gut Männchen sein können. Das Unterkapitel über die medizinische Bedeutung ist umfangreich. Kap. 7 (S. 491) ist wieder kurz und ohne Abbildung. Es soll sich um ein in Italien seltenes, dem Glühwürmchen ähnliches Tier handeln. Kapitel 8 (S. 492) behandelt das Glühwürmchen und enthält ein Unterkapitel zur Natur des Lichts, das dieser Käfer produziert. Zusammenfassend muss jedoch betont werden, dass der Hauptteil der vielen Informationen zu den Insekten darin besteht, dass zitiert wird, was ältere Quellen über die Tiere aussagen.
1646 erscheinen Kupferstiche von Wenzel Hollar (Abb. 8a) unter dem Titel Diversae Insectorum aligerorum Vermiumque etc. figurae ad Natruam delineatae a Wenceslao Hollar, Bohemo (Verschiedene Bilder der geflügelten Insekten, Maden usw. nach der Natur gezeichnet von Wenzel Hollar aus Böhmen). Von 1675 bis 1705 folgen die Bildbände von Maria Sibylla Merian, der Tochter des Lehrmeisters von Hollar, Matthäus Merian. Die Tafeln in Der Raupen wunderbare Verwandlung und sonderbare Blumennahrung (drei Bände) sind noch wie die Platten von Hollar schwarz-weiß, die Illustrationen zu Die Europäischen Insekten (De Europische Insecten, 3 Bände), und die Metamorphosis Insectorum Surinamensium (Abb. 8b) sind farbig. Symptomatisch ist der Text auf der Seite, die dem Titelblatt von Merians Metamorphosis Insectorum Surinamensium folgt: An alle Liebhaber und Untersucher der Natur wird diese Metamorphose der Insekten von Surinam vorgetragen von Maria Sibylla Merian. In der gleichen Tradition steht Johann Roesl vom Rosenhof. Er gibt ab 1741 die Monatlichen Insectenbelustigungen heraus, wertvolle Kupferstiche und Texte mit neuen Erkenntnissen. Der zweite Band behandelt die Käfer (Abb. 8c). Die Arbeiten dieser Künstler belegen eine neue Zuwendung zur Natur, die mit exakter Beobachtung gepaart ist. Gleichzeitig verstärkt das Erscheinen dieser Werke den Trend zur Naturbeachtung, Naturbetrachtung und Naturbeobachtung. Die Qualität der Abbildungen wird immer besser.
Der englischen Arzt und Zoologe Martin Lister reiht als erster nicht mehr einfach die Käfer hintereinander, sondern gliedert die in England zu seiner Zeit bekannten Coleoptera (Kladogramm Nr. 1). Er trennt in erster Ebene Land- und Wasserkäfer. Die Landkäfer trennt er nach dem Bau der Fühler in solche, deren Fühler a) lamellenförmig enden, b) haarförmig sind oder zugespitzt enden, c) an einer Schnauze (Rüssel) eingelenkt sind, und d) die mit einem Saugrüssel versehenen Wanzen. Punkt b) wird noch weiter unterteilt entsprechend vollständiger oder verkümmerter Elytren. Die mit vollständigen Elytren werden nochmals nach auffälligen Merkmalen, beispielsweise das Schnellvermögen, in fünf Gruppen unterteilt. Bei Punkt c) wird unterschieden, ob die Fühler an der Spitze oder in der Mitte des Rüssels eingelenkt sind. Die Wasserkäfer werden danach eingeteilt, ob sie in Süß- oder Salzwasser anzutreffen sind. Wenn heute die weitere Einteilung der Landkäfer mit zugespitzten Fühlerenden und vollständigen Elytren auch eher zum Schmunzeln anregt, muss betont werden, dass hier erstmals ein primitiver Bestimmungsschlüssel für die Käfer vorliegt.
Diese Einteilung wird jedoch erst 1710 als Anhang der weiter unten vorgestellten Arbeit von Ray veröffentlicht.
1668 widerlegt der Italiener Francesco Redi die seit Aristoteles behauptete Urzeugung. Die Schlüsse, die er aus seinen Experimenten zieht, sind zwar für winzige Tiere wie beispielsweise die noch gar nicht entdeckten Bakterien nicht zwingend, aber für die Käfer durfte man folgern: Wo keine Eiablage, da auch keine Käferlarven. Damit beraubte Redi nicht nur den Scarabaeus seiner Fähigkeit, ohne Weibchen Nachkommen zu zeugen, und er brachte auch nicht nur den Glaubensgrundsatz an die Urzeugung zu Fall. Er ermöglichte vielmehr überhaupt erst das viel später gefasste Konzept der biologischen Art als Fortpflanzungsgemeinschaft.
Der Holländer Swammerdam erweitert durch mikroskopische Untersuchungen das Wissen über Insekten erheblich. Er ist jedoch bezüglich der Entwicklung der Koleopterologie noch indirekt aus einem anderen Grund wichtig. In traditioneller Sichtweise stirbt die Larve und die Imago entsteht neu. Unter philosophisch-religiösem Sichtwinkel ändert Swammerdam diese Betrachtungsweise. Jedes Entwicklungsstadium ist nur eine Weiterentwicklung des vorhergehenden Stadiums und bereits im vorhergehenden Stadium angelegt (Präformationslehre). In der Raupe ist bereits der Schmetterling verborgen. Unter dem neuen Sichtwinkel erkennt Swammerdam den Unterschied zwischen einer einfachen Häutung und einem wirklichen Verwandlungsschritt und konstatiert, dass es verschiedene Arten der Verwandlung gibt.
Auf diesen Denkansatz verschiedener Entwicklungstypen baut der Engländer John Ray (Joannes Raius) auf und teilt die Insekten in solche ohne Verwandlung, solche mit halbvollständiger Verwandlung (Metamorphosis semicompleta), solche mit unvollständiger oder verdeckter Verwandlung (Metamorphosis incompleta vel opecta) und solche mit Tönnchenpuppe (Metamorphosis coarctata) ein. In der Einführung zu Rays Historia Insectorum werden die Käfer in die dritte Gruppe gestellt, also zu den Insekten, die sich aus einer Larve in eine Puppe, aus dieser in ein Fluginsekt verwandeln. Innerhalb dieser Gruppe werden die Coleoptera=Scarabaei als erste Gruppe den übrigen Insekten ohne Elytren (Anelytra) gegenübergestellt, letztere werden im Folgenden weiter aufgespalten (Kladogramm Nr. 2). Damit sind Wanzen, Grillen, Heuschrecken und Ohrwürmer wegen ihrer unvollständigen Metamorphose nicht mehr zu den Coleoptera zu rechnen. Außerdem entwickelt Ray der Idee nach den Begriff der biologischen Art.
In Rays Historia Insectorum, die erst 1710 erscheint, sind die Käfer jedoch weiterhin unübersichtlich geordnet. Insgesamt werden knapp 240 Arten nach körperlichen Merkmalen beschrieben und in vier Abschnitte eingeteilt, von denen der größte in 14 Sektionen unterteilt ist. Im ersten Abschnitt beginnt unter der Überschrift Scarabaei oder Cantharidae eine Zählung, die mit Unterbrechung von 1. bis 37. läuft. Dann beginnt unter der Überschrift Halbrunde oder halbkugelige Scarabaeen eine neue Zählung von 1.–13. sowie eine zweite Zählung von 1.–3. Es folgen die 14 nach dem Fühlerbau definierten Sektionen, bei denen in jeder Sektion die Zählung neu beginnt. Die Käfer werden mit einem Kurzflügler (Staphylinus major totus niger, großer ganz schwarzer Kurzflügler) abgeschlossen.

### Linné und unmittelbare Folgen
Es lag in der Luft, dass bei der Fülle der verschiedenen Insekten und bei der Schwierigkeit einer eindeutigen Beschreibung zumindest eine eindeutige Namensgebung geschaffen werden musste. Vorteilhaft wäre es, wenn diese Namensgebung auch ähnliche Tiere zusammenfasst. Auch der Schwede Linné (Linnaeus) wurde auf diese Notwendigkeit gestoßen.

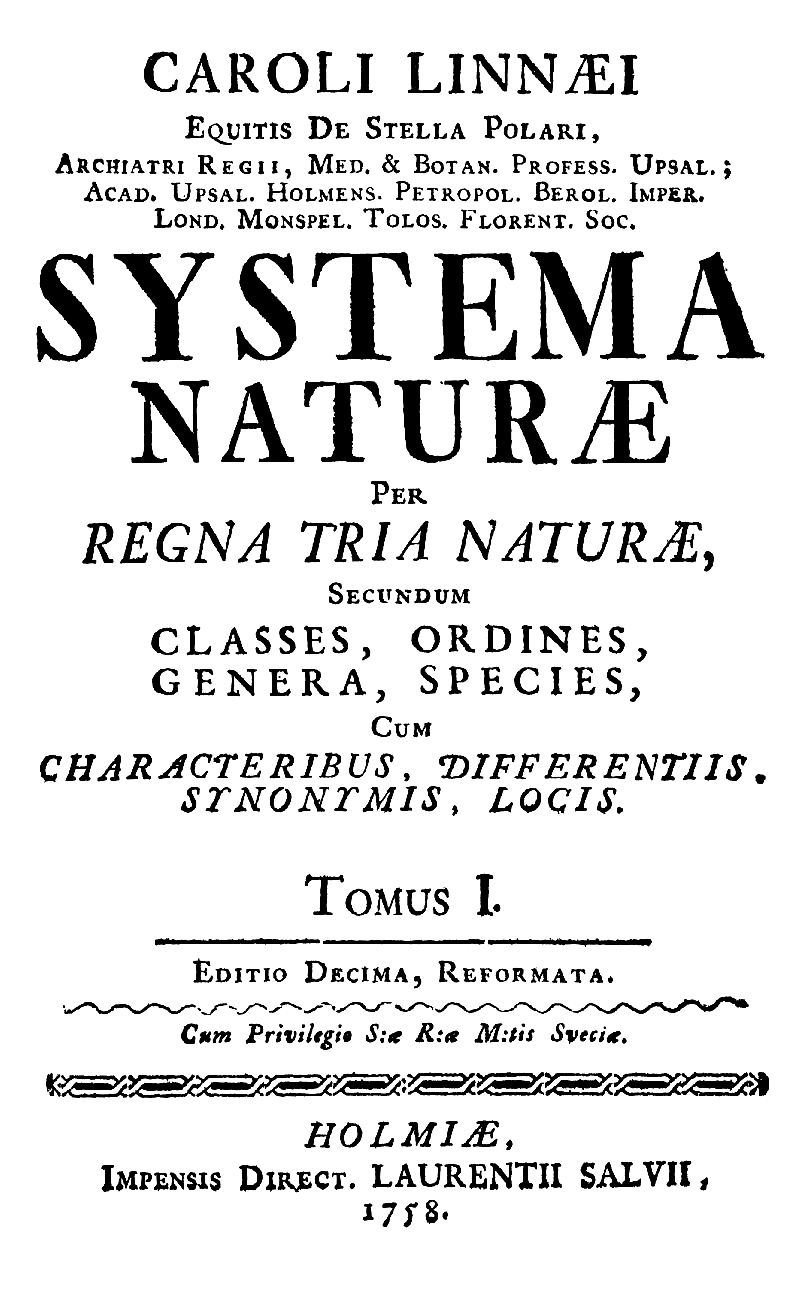
Abb. 10: Titelseite der 10. Ausgabe von Linnés Systema Naturae

Die Universität Uppsala hatte durch einen Brand im Jahr 1702 das Sammlungsmaterial von Pflanzen aus Lappland verloren. Auf Drängen des Königs wurde schließlich Linné als fähiger Student bei schlechter Bezahlung beauftragt, Ersatzmaterial zu beschaffen. So reiste er 1732 nach Lappland. Beim Einordnen seines Sammlungsmaterials ins Herbarium stand er vor der Aufgabe, eine Ordnung in die Fülle der Pflanzen zu bringen. Er kam auf die Idee, verbindliche Doppelnamen (binominale Nomenklatur) einzuführen. Der voranstehende Gattungsname fasst ähnliche Pflanzen oder Tiere zu einer Gattung zusammen, der folgende Artname, das Artepitheton, benennt mit einem Wort möglichst ein Merkmal, welches die Art gegenüber den anderen Arten der Gattung auszeichnet. In der ersten Ausgabe von Linnés Systema Natura von 1735 wurden die Insekten in sieben Ordnungen unterteilt, die Ordnung Coleoptera (einschließlich Schabe, Grille, Heuschrecke und Ohrwurm) wurde in 23 Gattungen zerlegt. In rascher Folge gab es weitere Auflagen, als wichtigste wird die zehnte Auflage von 1758 angesehen (Titelseite Abb. 10). Im zweiten Band dieser Auflage werden 584 Käferarten (im engeren Sinn) in die Gattungen Nr. 170 Scarabaeus bis Nr. 191 Staphylinus gepresst. Die Gattungen werden nach dem Bau ihrer Fühler in vier Gruppen geteilt. Es folgen Ohrwurm, Schabe und Grille. Zu jeder Gattung wird angegeben, wo die Larven zu finden sind.
In der 12. Auflage von 1767 war die Anzahl der Käfergattungen (im engeren Sinn) bereits von 22 auf 29 angewachsen, ebenso hatte sich die Artenzahl deutlich erhöht. Beispielsweise hatte sich die Anzahl der Arten in der Gattung Scarabaeus von 63 auf 94 Arten angewachsen, von denen sieben in die neue Gattung Lucanus gesetzt wurden. In der Gattung Silpha war die Artenzahl von 26 auf 35 gestiegen, in der die Gattung Cassida von 18 auf 31. Die Gattung Dermestes, die alle Käfer enthielt, die tierische Substanzen, Möbel oder Nahrungsmittel angreifen, wurde in Dermestes und Ptinus zerlegt.
Ein umfangreiches Werk und eine Fundgrube für überliefertes Wissen ist die großzügig angelegte Entomologie, ou Histoire naturelle des insects (Entomologie oder Naturgeschichte der Insekten) des französischen Adeligen Olivier. Die acht Bände über die Käfer erscheinen zwischen 1789 und 1808. Sie präsentieren durchnummeriert 100 Gattungen, wobei nicht wenige bereits (ohne neue Nummer) in zwei Gattungen gespalten sind. Jede Gattung enthält eine kurze lateinische und daneben eine ebensolche französische, die beiden sind jedoch nicht immer deckungsgleich. Es folgt eine oft mehrseitige französische Beschreibung mit weiteren Informationen zur Gattung und den Arten, und zu jeder Gattung gibt es mindestens einen exakten farbigen Stich. Nach Erscheinen der ersten drei Bände werden diese von dem Deutschen Illiger kommentiert ins Deutsche übertragen. Die Abgrenzung der Käfer gegen andere Insekten entspricht der heutigen.
Auf Entomologie spezialisierte Wissenschaftler waren mit der Materie natürlich besser vertraut als der Botaniker Linné. Der Däne Fabricius war Schüler von Linné. Fabricius schenkte den Mundwerkzeugen der Insekten besondere Aufmerksamkeit und stellte die Käfer zu den Ordnungen mit beißenden Mundwerkzeugen. Innerhalb der Coleoptera im weiteren Sinne setzte er die Käfer im engeren Sinn als Eleuterata (von altgr. ελεύτερα eleutera, frei, weil die Kinnladen nicht von einer Scheide bedeckt sind, sondern frei liegen) von den Ulonota (Schaben, Heuschrecken, Ohrwürmer) ab und ordnete sie wie Linné nach dem Bau der Fühler, jedoch mit mehr Unterteilungen als Linné. Von 1792 bis 1794 veröffentlichte er in vier Bänden die Entomologia systematica.
Olivier ist ein Gönner des Franzosen Pierre André Latreille. Dieser Schüler von Fabricius ordnet dessen Sammlungen und trennt Grillen und Heuschrecken endgültig von den Coleoptera. Zwischen Ordnung und Gattung führt er die Familie ein. Beim Ordnen der Sammlungen von Fabricius verteilt er die Käfer 1796 bereits auf 148 Gattungen. Auf Latreille geht auch die Einteilung der Käfer nach dem Bau der Tarsen zurück. Das Latreillesche Tarsalsystem, das von Olivier bereits angewendet wird, ordnet die Käfer entsprechend der Anzahl der Fußglieder in Pentamere (fünf Fußglieder), Heteromere (Hinterbeine mit vier Gliedern, die anderen mit fünf), Tetramere (vier Fußglieder) und Trimere (drei Fußglieder).
In einem Zusatzband zu den vier Bänden von Fabricius' Entomologia systematica wird die Systematik von Fabricius mit 117 Käfergattungen direkt der Systematik von Linné mit 29 Gattungen gegenübergestellt, die alphabetisch geordneten französischen Trivialnamen mit den deutschen Entsprechungen gelistet und umgekehrt. Die beiden Gattungen Blatta (Schaben) und Forficula (Ohrwürmer), die von Linné noch zu den Coleoptera gezählt werden, werden durch ein Ul für Ulonota "gebrandmarkt". Dadurch werden in europäischer Zusammenarbeit Aristoteles' blutlose Flugtiere, deren verstärkte Vorderflügel die Hinterflügel schützend bedecken, endgültig auf die Insektenordnung Coleoptera zurückgestutzt.
Die Notwendigkeit einer Fachsprache, Anforderungen an die Beschreibung eines Insekts, der unterschiedliche systematische Wert einzelner Bestimmungsmerkmale, die Bedeutung lokal beschränkter Faunen, derartige Probleme wurden nun thematisiert. Den Charakter solcher Diskussionen kann man dem Vorwort und der ausführlichen Einführung zum Verzeichnis der Käfer Preussens von 1797 entnehmen. Dort wird beispielsweise darauf hingewiesen, dass es unsinnig ist, bei laufender Nummerierung den Weibchen eine eigene Nummer zuzuweisen.

### Einordnung und Unterteilung der Coleoptera
Nachdem durch den Verwandlungstyp und mehrere anatomische gemeinsame Merkmale (Autapomorphien) die Käfer eindeutig als natürliche Einheit von den anderen Insekten abgegrenzt waren, stellte sich eine doppelte Herausforderung. Zum einen wollten die Käfer in natürlicher Weise ins Insektenreich eingeordnet werden, zum anderen galt es – um den Ausdruck von Haeckel zu benutzen –, einen Stammbaum der Käfer aufzustellen. Ziel der Systematiker ist es, die Systematik so zu gestalten, dass sie den Gang der Evolution widerspiegelt. Diese Aufgabe ist bei den Käfern bei weitem nicht abgeschlossen. Als Beispiel seien die den Käfern nahestehenden Fächerflügler erwähnt. 1793 wurde die erste beschriebene Art zu den Hautflüglern gerechnet. 1808 wurde sie zu den Zweiflüglern gestellt. 1813 wurden sie zur Ordnung Strepsiptera hochgestuft. 1981 wurde die Gruppe als Familie der Käfer eingeordnet. Heute werden die Fächerflügler wieder als Ordnung angesehen, es bleibt aber umstritten, ob diese näher bei den Zweiflüglern oder näher bei den Käfern steht.
Latreille teilt die Käfer 1802 in Familien ein. Einige Familien sind durch Autapomorphien so klar von den anderen Käfern abgetrennt, dass sie als natürliche Einheit angesehen werden können. Andere sind Sammelbecken für Gattungen, die nicht in die übrigen Familien passen. Solche Familien werden teilweise von Latreille selbst noch später aufgespalten. 1806 veröffentlicht Latreille eine Einteilung in 18 Familien. (Cicindeletae, Carabici, Hydrocanthari, Sternoxi, Malacodermi, Clerii, Staphylinii, Ptiniores, Palpatores, Necrophagi Byrrhii, Otiophori Hydrophilii, Sphaeridiota, Coprophagi, Geotrupini, Scarabaeides, Lucanides). Diese Familien werden in den folgenden Jahren größtenteils weiter aufgespalten. Auch dadurch, dass in der Folgezeit die Käfer aus aller Welt einschließlich fossiler Käfer betrachtet werden, kommen viele weitere Käferfamilien dazu. Alle Familiennamen enden heute auf -idae. Heute scheut man sich nicht, einer einzigen Art eine eigene Familie zuzuordnen, wenn sie sich nur genügend von den anderen Familien unterscheidet.
Latreille ordnet die Käfer aber nicht nur vertikal, sondern schichtet sie auch horizontal. Er schiebt zwischen Ordnung und Gattung die Ebenen Sektion, Tribus, Familia, Stirps und teilweise durch römische Nummern eine weitere Ebene. Diese Einteilung wird als Zeichen einer gottgegebenen festen Ordnung verstanden.
Die durch Darwin 1859 losgetretene neue Denkweise einer Evolution drang durch Brauer 1885 in die Entomologie ein. Ausgangspunkt war die Überlegung, dass die flügellosen Insekten nicht notwendigerweise eine einheitliche Gruppe bildeten. Schon rein gedanklich ist es naheliegend anzunehmen, dass sich die geflügelten Insekten aus ungeflügelten entwickelten. Letztere wurden als primär flügellos bezeichnet und als Apterygogenea (ohne Flügel geschaffene) zusammengefasst. Außerdem war es denkbar, dass bestimmte geflügelte Insekten sich zu ungeflügelten Insekten weiterentwickeln. Sie sind dann sekundär flügellos und wurden zu den Pterygogenea (mit Flügeln entstanden) gestellt. Weitere Hinweise zur Evolution wurden durch die Paläoentomologie geliefert. Innerhalb der geflügelten Insekten wurde ein ursprünglicher (nicht nach hinten klappbarer) und ein moderner, abknickbarer Flügeltyp gefunden. Alle Tiere mit vollständiger Metamorphose gehören zu den Vertretern der zweiten Gruppe, den Neoptera (Neuflügler) und bilden innerhalb der Neoptera die Holometabola (ganz Verwandelte) oder Endopterygota (Flügel entwickeln sich im Innern). Damit wurde die rein formale militärische Schichtung Classis-Legio-Centuria-Cohors-Ordo, wie wir sie bei Latreille finden, ersetzt durch die an Evolutionsschritten orientierte Einteilung Klasse Insekten, Unterklasse Fluginsekten, Überordnung Neuflügler, Zwischenordnung mit vollständiger Verwandlung, Ordnung Käfer. Die Stufe zwischen Holometabola und der Ordnung Käfer gehört jedoch sicher noch weiter unterteilt.
Während die nur an der Anatomie ausgerichtete Systematik die Käfer in die Nähe anderen Insektengruppen mit verhärteten Vorderflügeln stellt (Heuschrecken, Schaben, Gottesanbeterin, Wanzen, Ohrwürmer), kommt die am Evolutionsgedanken orientierte Systematik zu anderen Ergebnissen. Die verschiedenen Theorien, wie sich aus der unvollständigen Metamorphose die vollständige Metamorphose herausbildete, stimmen darin überein, dass die vollständige Metamorphose jünger ist als die unvollständige. Das entfernt die Käfer von Heuschrecken, Wanzen usw. Die Paläoentomologie liefert 1944 einen fossilen Fund (Tshekardocoleus), der auf Grund der Flügeladerung zwischen den primitiven Käfern und primitiven Schlammfliegen eingeordnet wird. Dies legt nahe, dass Schlammfliegen und Käfer Schwestergruppen sind. Es gibt jedoch auch Indizien, die auf die Fächerflügler oder die Netzflügler als Schwestergruppe hinweisen. Weder Chromosomenuntersuchungen noch fossile Funde haben bisher die Frage nach den nächsten Verwandten der Käfer überzeugend beantworten können.
Ganglbauer trennt 1903 nach der Aderung der Flügel die Käfer in Polyphaga und Adephaga. Nach heute übereinstimmender Meinung spalten sich die Vorfahren der Käfer, die Protocoleoptera, in Archostemata, Myxophaga, Adephaga und Polyphaga. Nach Crowson sind Polyphaga und Myxophage Schwestergruppen, schon früher haben sich die Adephaga, noch früher die Archostemata abgetrennt (Kladogramm Nr. 3), nach Molekularuntersuchungen dagegen sind die Myxophaga eine Schwestergruppe zu Adephaga und Polyphaga.

### Die Etablierung der Koleopterologie
Ein zweiter Faden der Geschichte der Koleopterologie knüpft nochmals bei Linné mit seinen 584 Käferarten an. Die Anzahl der beschriebenen Käfer und das Interesse daran wachsen rasant. David Heinrich Hoppe sammelte um 1795 in der Umgebung von Erlangen knapp 600 Arten aus 81 Gattungen, Im Catalogus Coleopterorum Europase, Caucasi et Armeniae Rossicae (Titelblatt Abb. 1) finden sich 1906 in der zweiten Ausgabe (allerdings mit Synonymen) weit über 3000 Arten, 1868 zählte der Weltkatalog von Gemminger und Harold 77.000 Arten, der zwischen 1910 und 1940 erschienene 31-bändige Weltkatalog von Junk und Schenkling enthält 221.480 Arten, um 1950 waren etwa 350.000 Arten bekannt. Die 1860 gegründete Russische Entomologische Gesellschaft veröffentlichte 1932 eine Liste von 3124 Arten, 1935 umfasste die Liste bereits 18.000 Holzkäferarten, 1945 war sie auf 23.000 Arten angewachsen.
Waren Käfer anfangs nur in Veröffentlichungen über Tiere am Rande erwähnt, danach ein Teil von Büchern über Insekten, so bewirkte das zunehmende Interesse gepaart mit der zunehmenden Anzahl bekannter Arten, dass bald Bücher erschienen, die sich ausschließlich mit Käfern befassen. Unter den wissenschaftlichen Werken im deutschsprachigen Raum erschien 1837 der erste Band von Erichson: Die Käfer der Mark Brandenburg. Die Arten sind nach einer Vielzahl von Merkmalen geordnet (Fühlerbau, Tarsenzahl, Anzahl der sichtbaren Hinterleibssegmenten, Lage der Stigmen, Einlenkung der Vorderhüften ….)
Erichson brachte sein Werk nicht zum Abschluss. Sein System wurde jedoch in verfeinerter Form vom Österreicher Ludwig Redtenbacher übernommen. Redtenbacher verwendete für den Familienschlüssel Stephans: Manual of British Coleoptera (London 1839) und veröffentlichte 1849 die Fauna austriaca, die Käfer, die in drei Auflagen erschien. Die 2. Auflage erschien 1858 und enthält 1138 Gattungen in 67 Familien. In diesem Werk nahm schon die Beschreibung der äusseren Theile und Organe in der Einleitung 29 Paragraphen und knapp 13 Buchseiten in Anspruch. Der Einleitung folgte eine Tabelle zur Bestimmung der Familien, eine weitere zur Bestimmung der Gattungen und im Hauptteil ein Bestimmungsschlüssel zu den Arten. Die Arten waren mit Angaben über den Lebensraum versehen. Abgeschlossen wurde das Werk mit zwei Tafeln mit anatomischen Details.
Ab 1858 erschien Calwers Käferbuch in mehreren Auflagen. Es ist im Umfang kleiner, zeichnet sich jedoch durch 48 Farbtafeln aus, auf denen über 1000 Käferarten abgebildet sind. Die zweite Auflage 1868 wurde von Jäger durch Bemerkungen zu Fundort und Lebensweise ergänzt. Außerdem wurden in geänderter Form die Bestimmungstabellen für Familien von Redtenbacher übernommen. Zu jeder Gattung sind als Anhang weitere europäische Arten mit Herkunftsland genannt.
Ab 1892 erschien Ganglbauer: Die Käfer von Mitteleuropa. Von dem auf sieben Bände angelegten Werk wurden nur vier abgeschlossen. Im Vorwort erwähnte Ganglbauer, dass er für die natürliche Classification so wichtigen Larvenformen ganz besonders berücksichtigt. 55 Holzschnitte sind im Text des ersten Bandes eingefügt. Hinter jeder Art ist nicht nur der Autor, sondern auch die Schrift, in der die Erstbeschreibung zu finden ist, sowie die Texte weiterer Beschreibungen zur gleichen Art angegeben.
Zwischen 1908 und 1916 erschien Reitter: Fauna Germanica, die Käfer des Deutschen Reiches in fünf Bänden. Die „analytischen Tabellen“ sind in Anlehnung an Ganglbauer in Abteilung, Familienreihe, Familie, Unterfamilie, Tribus, Gattung, Untergattung, und Art gegliedert. Zu jeder Art wurden Bemerkungen über Lebensweise und Verbreitung vermerkt. Jedem Band sind Farbtafeln beigefügt. Die insgesamt 168 Tafeln besitzen eine hohe Qualität und bilden den Großteil der beschriebenen Arten sowie Details ab. Das Werk umfasst alle mitteleuropäischen Käfer und findet internationale Verbreitung.
Im Jahre 1965 wurde das elfbändige Bestimmungswerk Freude-Harde-Lohse: Die Käfer Mitteleuropas mit einem Einführungsband begonnen, 1998 mit dem Erscheinen des vierten Supplementbandes abgeschlossen. Es enthält zu jeder Gattung eine Umrisszeichnung, und die Bestimmungsschlüssel wurden durch zahlreiche Detailzeichnungen ergänzt. Die Familien sind durchnummeriert, innerhalb jeder Familie sind die Gattungen und innerhalb der Gattungen sind die Arten durchnummeriert. So kann jeder Art eine eindeutige Codenummer zugeteilt werden, die aus Familien-, Gattungs- und Artnummer gebildet wird.
Den neuen technischen Möglichkeiten und dem Geist der Zeit folgend, wurde von Arved Lompe auf den Werken von Reitter und Freude-Harde-Lohse fußend ein im Internet kostenlos und ohne Anmeldepflicht zugängliches Bestimmungswerk Käfer Europas gestartet, das noch im Aufbau begriffen ist. Es umfasst mit Europa ein wesentlich artenreicheres Gebiet als Mitteleuropa und die Länge der Bestimmungsschlüssel hat deswegen beträchtlich zugenommen. Zu den großen Vorzügen gehört, dass die Internetseiten jederzeit aktualisiert werden können, außerdem sind durch anklickbare, teilweise farbige Zeichnungen, Fotos, mikroskopische oder elektronenmikroskopische Aufnahmen die Bestimmungsschlüssel viel einfacher zu handhaben.
Inzwischen ist das Wissen so angewachsen, dass nicht nur Bücher über die Käfer, sondern auch Bücher über Teilgebiete der Koleopterologie erscheinen.
Die Faunistik der Käfer wurde von Horion wesentlich weiterentwickelt. Ausgehend vom Vergleich des Vorkommen der Käfer in den deutschen Provinzen fand er stereotype Verteilungsmuster und gab zwischen 1941 und 1974 ein zwölfbändiges Werk Faunistik der Mitteleuropäischen Käfer heraus. Heute werden die Verbreitungskarten der Arten durch geographisch und klimatisch bedingte Ausbreitungswege aus Refugialräumen während der Eiszeit erklärt. Kälteliebende Käfer breiten sich entlang der Gebirgszüge aus, für wärmeliebende Käfer stellen Berge eher Ausbreitungshindernisse dar. Heute kann man auf verschiedenen Internetseiten Käferfunde melden oder als angemeldeter Benutzer auch direkt selbst eintragen. Beispielsweise hat die Arbeitsgemeinschaft Südwestdeutscher Koleopterologen für jeden Steckbrief einer Art auch eine Seite mit der Lage der Fundorte innerhalb Baden-Württembergs angelegt, auf der zu Fundmeldungen aufgefordert wird.
Freude-Harde-Lohse wurde inzwischen durch sechs Bände Die Larven der Käfer Mitteleuropas und acht Bände E1–E8 zur Ökologie der Käfer sowie einem Katalogband zu einem Gesamtwerk über die Käfer Mitteleuropas erweitert. Thiele gab 1977 ein Buch mit über 350 Seiten lediglich über die Wahl des Lebensraums bei Laufkäfern heraus.
Zusätzlich zu diesen mehr wissenschaftlich orientierten Bücher erscheinen zunehmend auch populärwissenschaftliche Bücher. Stellvertretend seien die Naturgeschichte des Tierreichs für Schule und Haus, Brehms Tierleben, der Schmeil (ab 1899), der seinen Eingang in die höheren Lehranstalten fand und bis heute verwendet wird, und die lange Reihe der Bestimmungsbücher genannt, begonnen 1954 mit dem Kosmos-Naturführer Welcher Käfer ist das. Auch das Buch des Koleopterologen und Schriftstellers Ernst Jünger Subtile Jagden soll hier erwähnt werden. Wegen ihrer bizarren Form und der häufig frappierenden Farben sind die Käfer Gegenstand aufwändiger Bildbände. Im Internet gibt es zahlreiche Foren und Galerien, beispielsweise die Galerie der Käfer.

## Arbeitsgemeinschaften
Viele Koleopterologen sind regional organisiert, sodass sie gemeinsame Unternehmungen durchführen und ihre Beobachtungen austauschen können. Auch als Laie oder Anfänger ist man bei ihren Veranstaltungen willkommen. Einige Adressen sind
- Hessische Koleopterologen
- Arbeitsgemeinschaft Rheinischer Koleopterologen
- Arbeitsgemeinschaft Südwestdeutscher Koleopterologen
- Arbeitsgemeinschaft westfälischer Koleopterologen
- Gemeinschaft für Koleopterologie
- Wiener Coleopterologen Verein

## Berühmte Koleopterologen
- Edmund Reitter: Seine Bestimmungsschlüssel und farbigen Bildtafeln von hohem Niveau in dem fünfbändigen Werk Die Käfer des Deutschen Reiches (1908) machten erstmals das Wissen über die Käfer einem breiten Publikum zugänglich.
- Adolf Horion: Er sammelte alle Veröffentlichungen und privaten Mitteilungen über Vorkommen und Lebensweise der mitteleuropäischen Käfer, wertete sie aus und veröffentlichte sie in 12 Bänden seiner Faunistik der mitteleuropäischen Käfer.
- Karl E. Schedl: Der Forstentomologe erlangte internationale Bekanntheit als einer der führenden Spezialisten für Borkenkäfer und baute eine der bedeutendsten Borkenkäfersammlungen der Welt auf.

Heute hat sich das Wissen über die Käfer so erweitert, dass die meisten Koleopterologen sich auf eine kleine systematische Gruppe von Käfern spezialisiert hat, z. B. auf eine einzige Gattung.